# Scotobleps gabonicus
A Scotobleps gabonicus a kétéltűek (Amphibia) osztályába, a békák (Anura) rendjébe és az Arthroleptidae családba tartozó Scotobleps nem monotipikus faja.

## Elterjedése
A faj Kamerunban, a Kongói Köztársaságban, a Kongói Demokratikus Köztársaságban, Egyenlítői-Guineában, Gabonban, Nigériában és valószínűleg Angolában honos. Természetes élőhelye szubtrópusi vagy trópusi párás síkvidéki erdők. Vízfolyásokban szaporodik, kedveli a széles, sekély, homokos partú vizeket.

## Természetvédelmi helyzete
A fajra nézve jelenleg nincs jelentős fenyegetés, bár állománya feltehetőleg csökken az erdős területek csökkenése következtében.